# Freilichtmuseum Ammerländer Bauernhaus

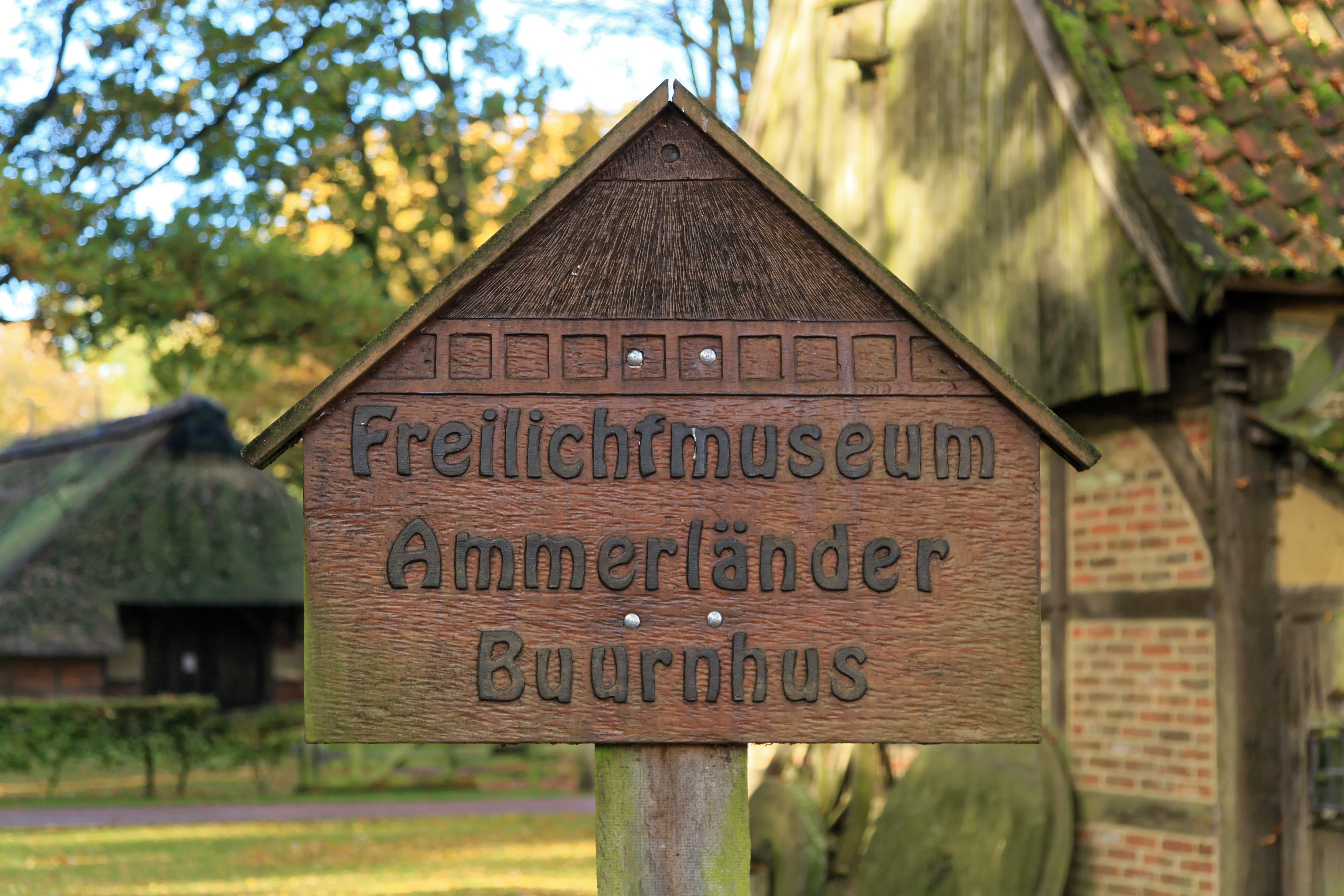
Freilichtmuseum Ammerländer Bauernhaus

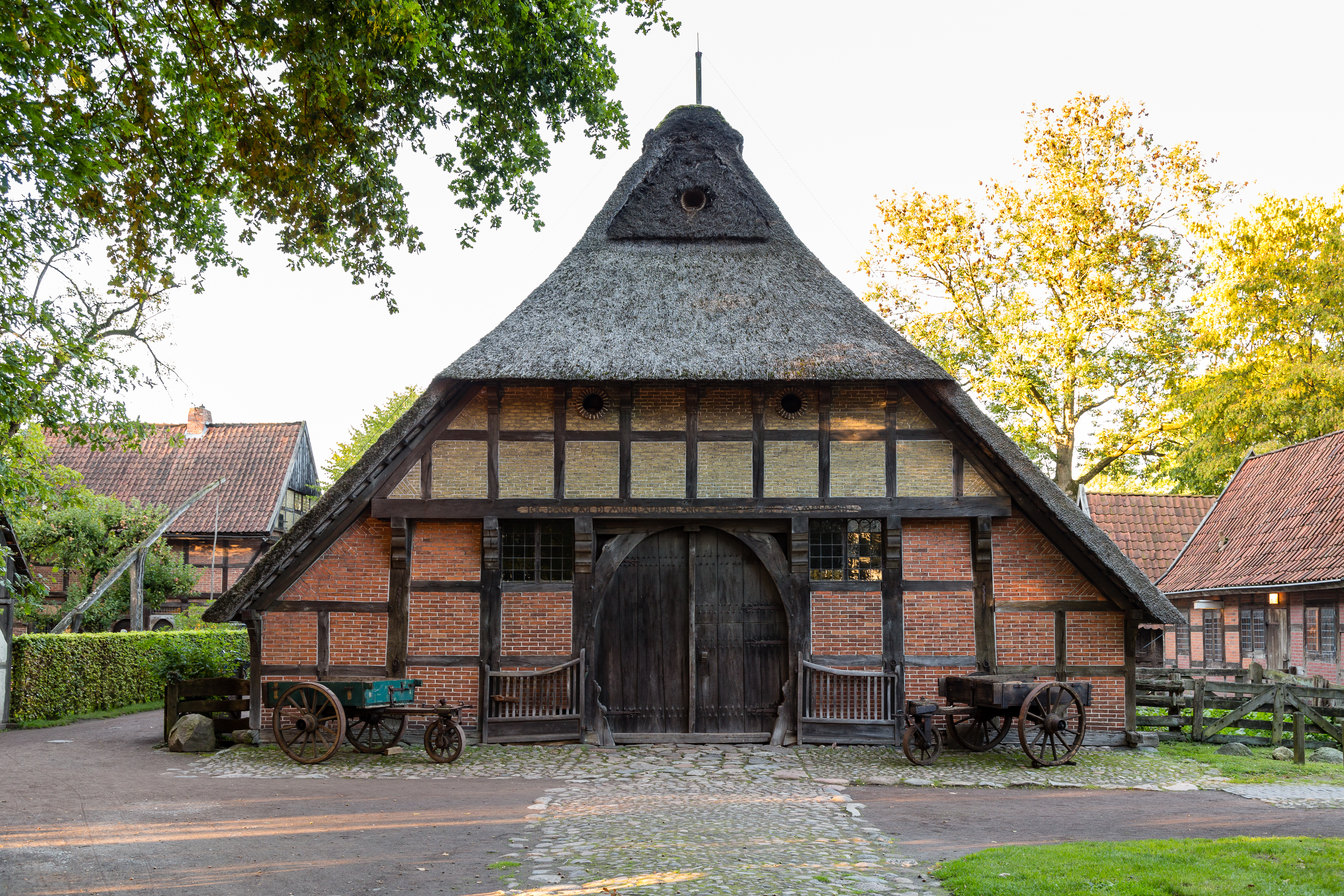
Ammerländer Buurnhus im Freilichtmuseum in Bad Zwischenahn

Das Freilichtmuseum Ammerländer Bauernhaus ist ein Freilichtmuseum in der niedersächsischen Gemeinde Bad Zwischenahn im Landkreis Ammerland. Es besteht aus insgesamt 17 Häusern und Nebengebäuden, die im Stile einer ammerländischen Hofstelle aus der Zeit um das Jahr 1700 zusammengestellt wurden.

## Lage
Das Museumsgelände befindet sich in Bad Zwischenahn direkt am Zwischenahner Meer, das das Gelände nach Norden begrenzt. Die westliche Grenze stellt die Aue dar, die östliche Grenze der zum Museum gehörende Bauernwald. Auf dem Gelände befand sich zu keiner Zeit eine Hofstelle. Die meisten Museumsgebäude stammen zwar aus der Zeit um 1700, wurden aber vom Verein erworben und von ihrem ursprünglichen Standort nach Bad Zwischenahn 
transloziert.

## Geschichte
Zu Beginn des 20. Jahrhunderts beschlossen Mitglieder des damaligen „Verschönerungs-Vereins in und bei Zwischenahn“ und heutigen „Vereins für Heimatpflege Bad Zwischenahn“, in Bad Zwischenahn ein Freilichtmuseum in Form einer Hofstelle aus dem beginnenden 18. Jahrhundert aufzubauen, um den Menschen die bäuerliche Lebensweise jener Zeit näherzubringen. Die Arbeiten am Freilichtmuseum begannen 1909 mit dem Bau des Ammerländer Bauernhauses, der 1910 abgeschlossen wurde. Seit dieser Zeit wurde das insbesondere von dem Bäcker und Pflanzenforscher Heinrich Sandstede begründete Museum laufend erweitert, so unter anderem 1960 um die Windmühle. Das letzte der derzeit 17 Gebäude wurde 2013 auf dem Museumsgelände errichtet.

## Die Gebäude

### Ammerländer Bauernhaus
Das Zentralgebäude des Museums ist das Ammerländer Bauernhaus. Es war das erste Gebäude, das der Trägerverein auf dem Gelände errichten ließ und besteht aus Teilen von zwei gekauften Bauernhäusern aus der Zeit um 1700.

### Windmühle
Die Windmühle im Stile eines Galerieholländers wurde ursprünglich 1811 in Westerstede errichtet und 1958 nach mehreren Besitzerwechseln stillgelegt. Um sie vor dem Verfall zu retten, wurde sie vom Heimatverein Bad Zwischenahn erworben und 1960 im Freilichtmuseum auf dem Museumsgelände wiederaufgebaut.

### Weitere Gebäude
Des Weiteren befinden sich noch diese Gebäude auf dem Gelände:
- Der Spieker (niederdeutsch Speicher) befindet sich direkt neben dem Zentralgebäude und beherbergt heute ein Restaurant mit Gartenterrasse.
- Ein Bargfred (niederdeutsch Bergfried) diente früher als Schutzgebäude für die Notreserve. Zum Schutz vor Wasser wurden Gebäude dieser Art meist auf einem erhöhten Geländebereich errichtet. Um die Reserve gegen Tiere zu sichern, wurde der Bergfried auch so wie im Museum mit einem Wassergraben umzogen.
- Das Heuerhaus diente angestellten Heuerleuten als Unterkunft.
- Beim Dweersack handelt es sich im Grunde genommen um zwei Heuerhäuser, die Rücken an Rücken gebaut wurden.
- Das Einraumhaus diente früher als Behausung eines Schäfers.
- Die Schmiede ist im Stile alter Dorfschmieden jener Zeit eingerichtet und gehörte damit eigentlich nicht zu einer einzelnen Hofanlage, wurde aber aus Gründen der Anschaulichkeit in das Museum integriert.
- Außerdem gibt es mehrere Nebengebäude, die zu einem Bauernhof gehörten, so einen Schafkoven (Schafstall), die Timmerkamer (niederdeutsch Zimmererkammer), ein Bootsschelf und zwei Scheunen.

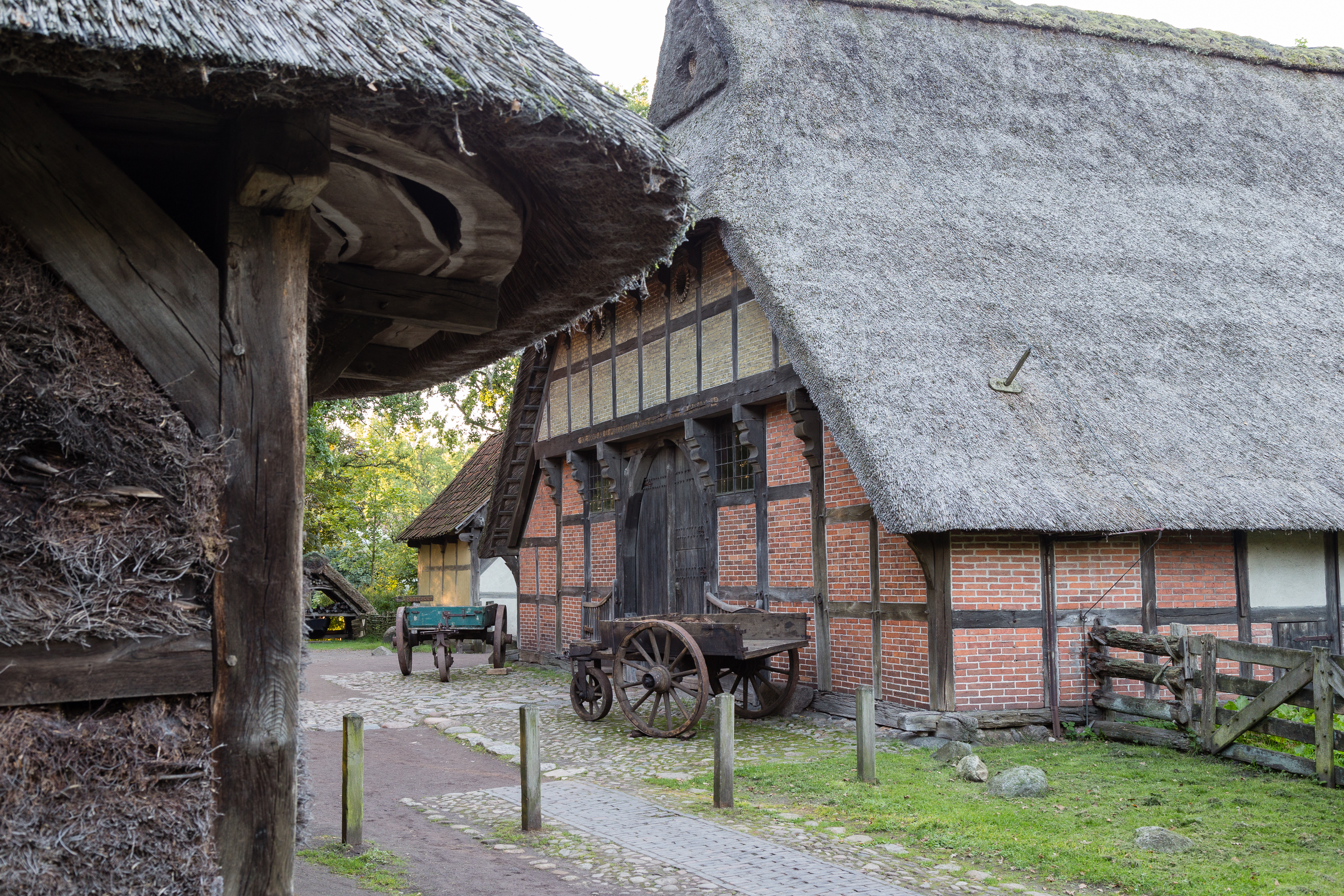
Ammerländer Bauernhaus
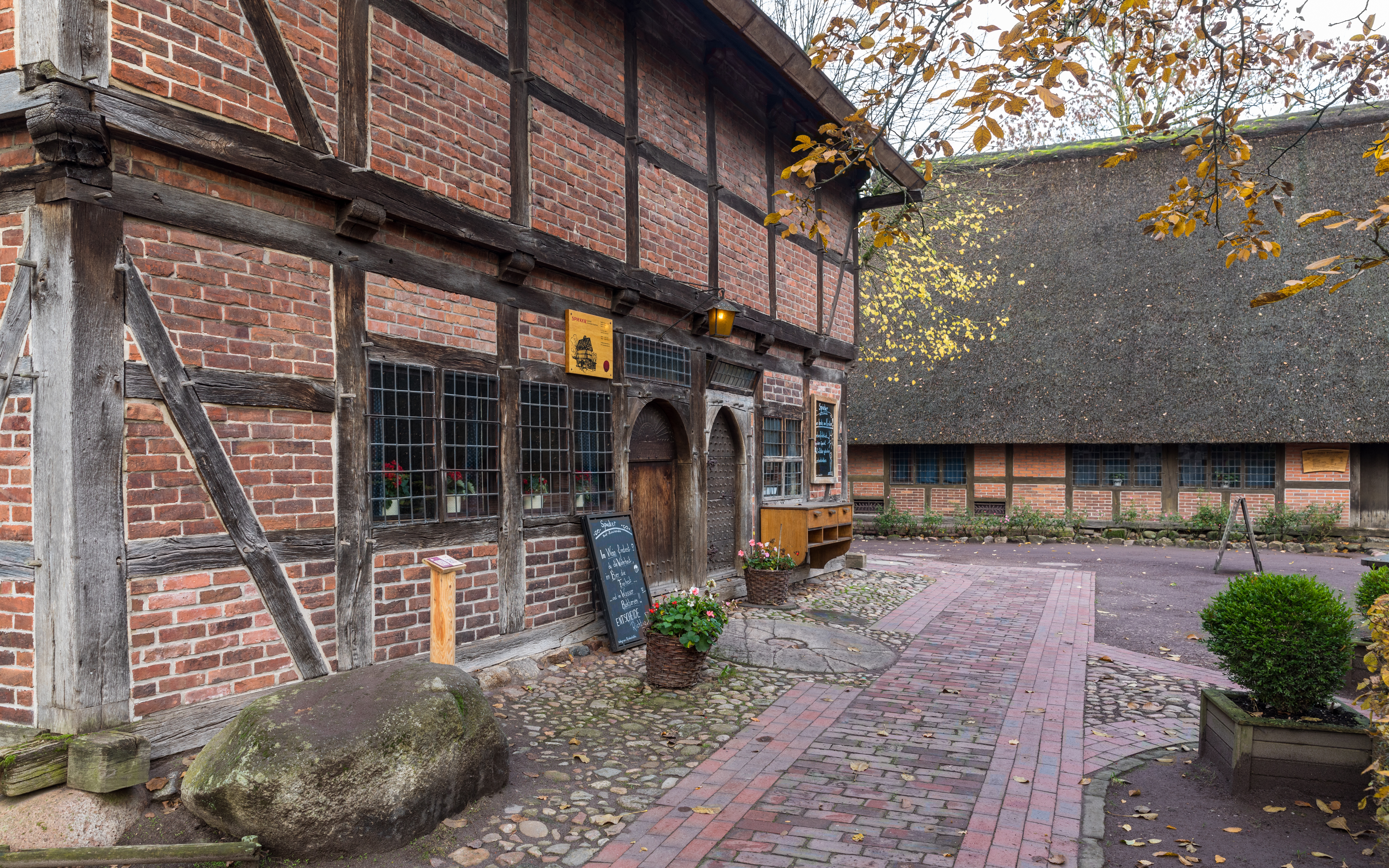
Spieker und Bauernhaus
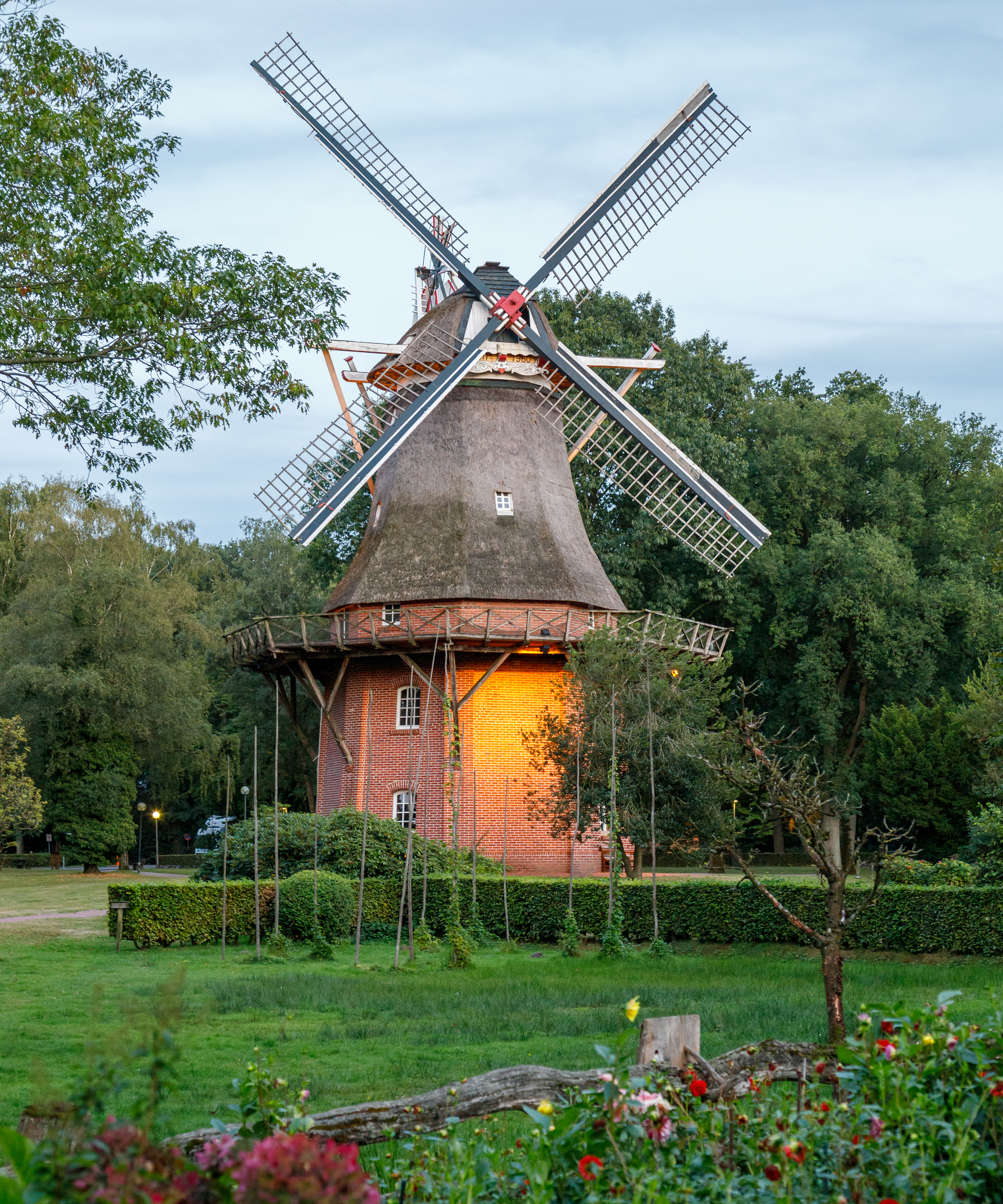
Windmühle
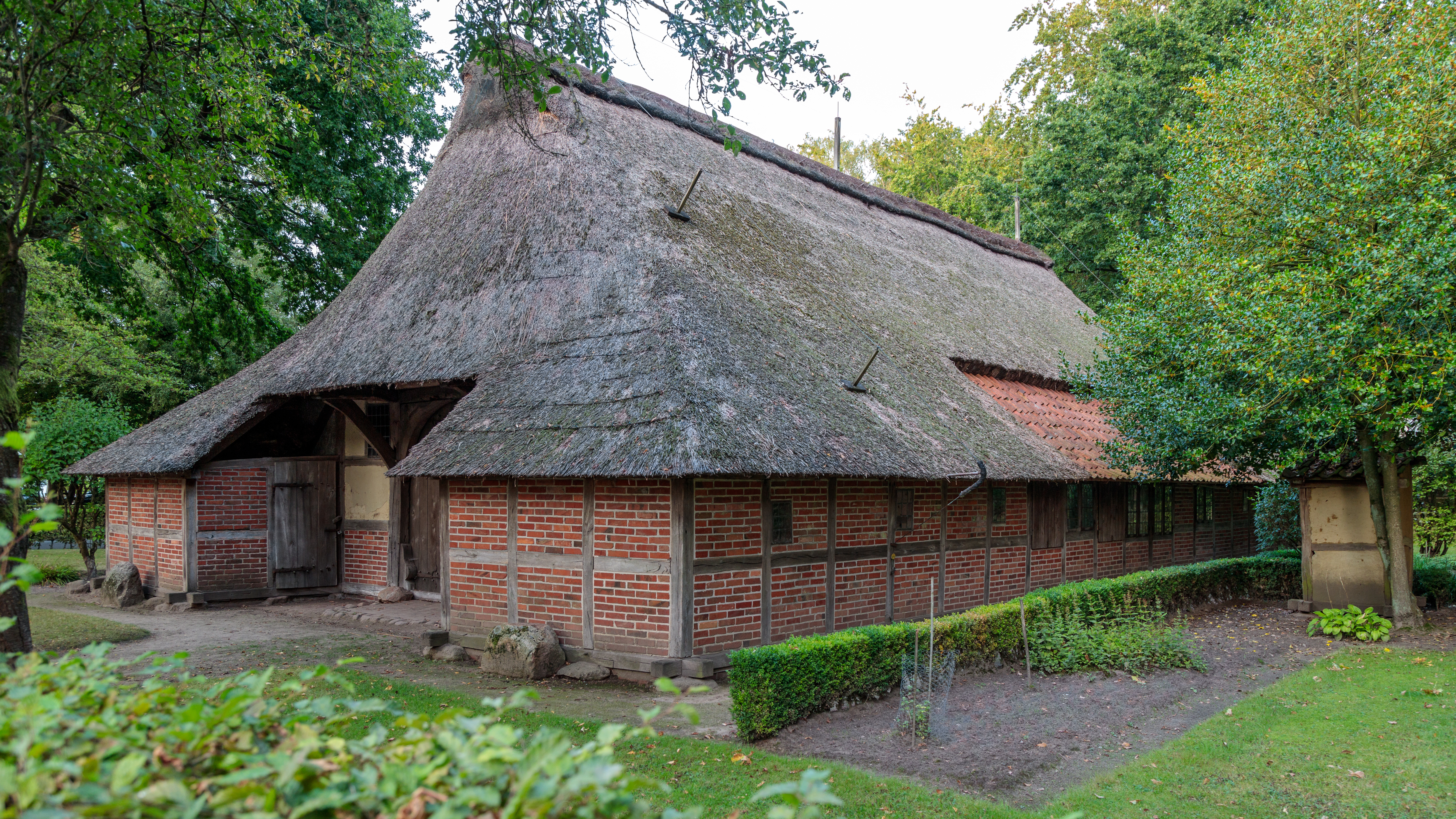
Doppel-Heuerhaus "Dwersack"
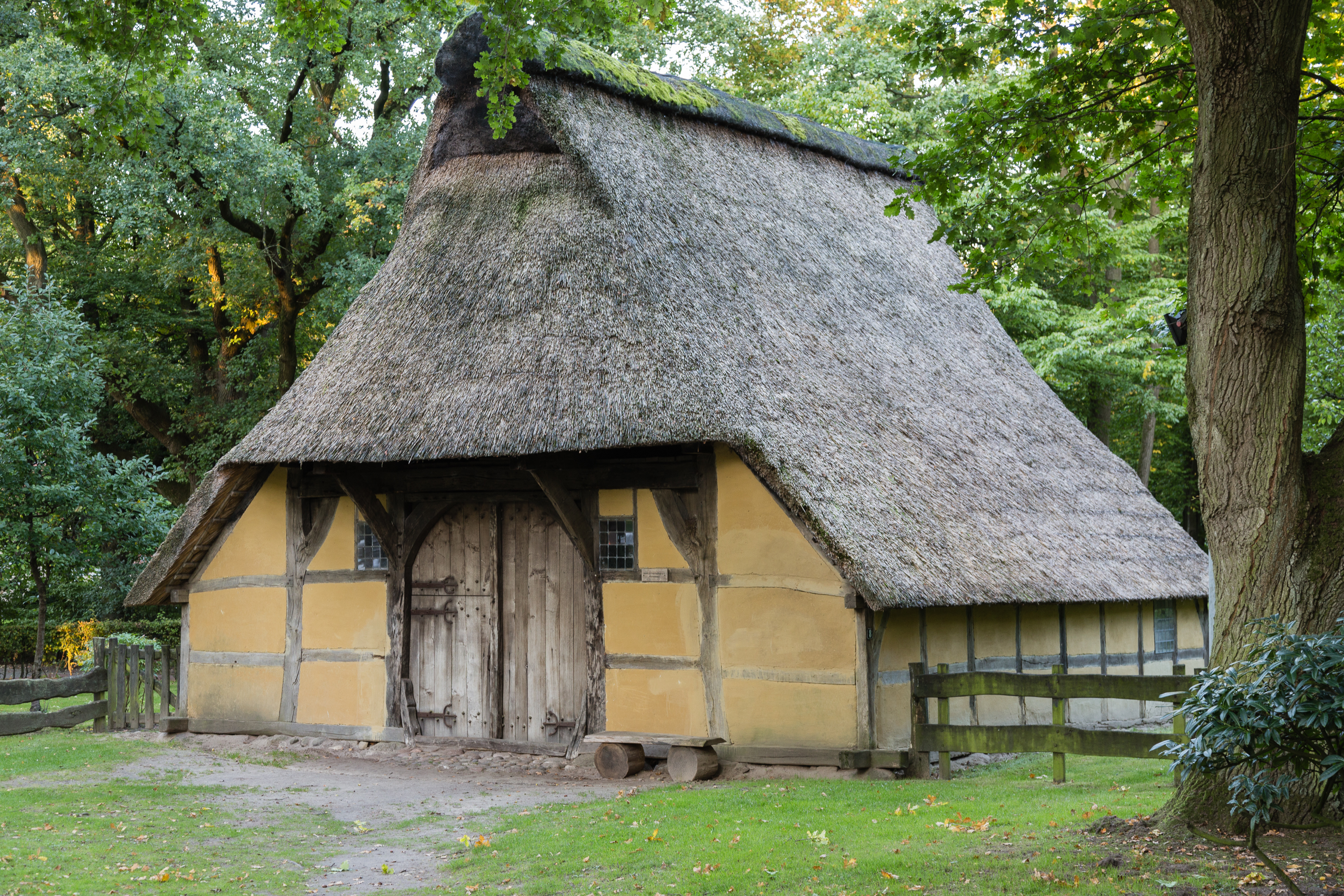
Einraumhaus
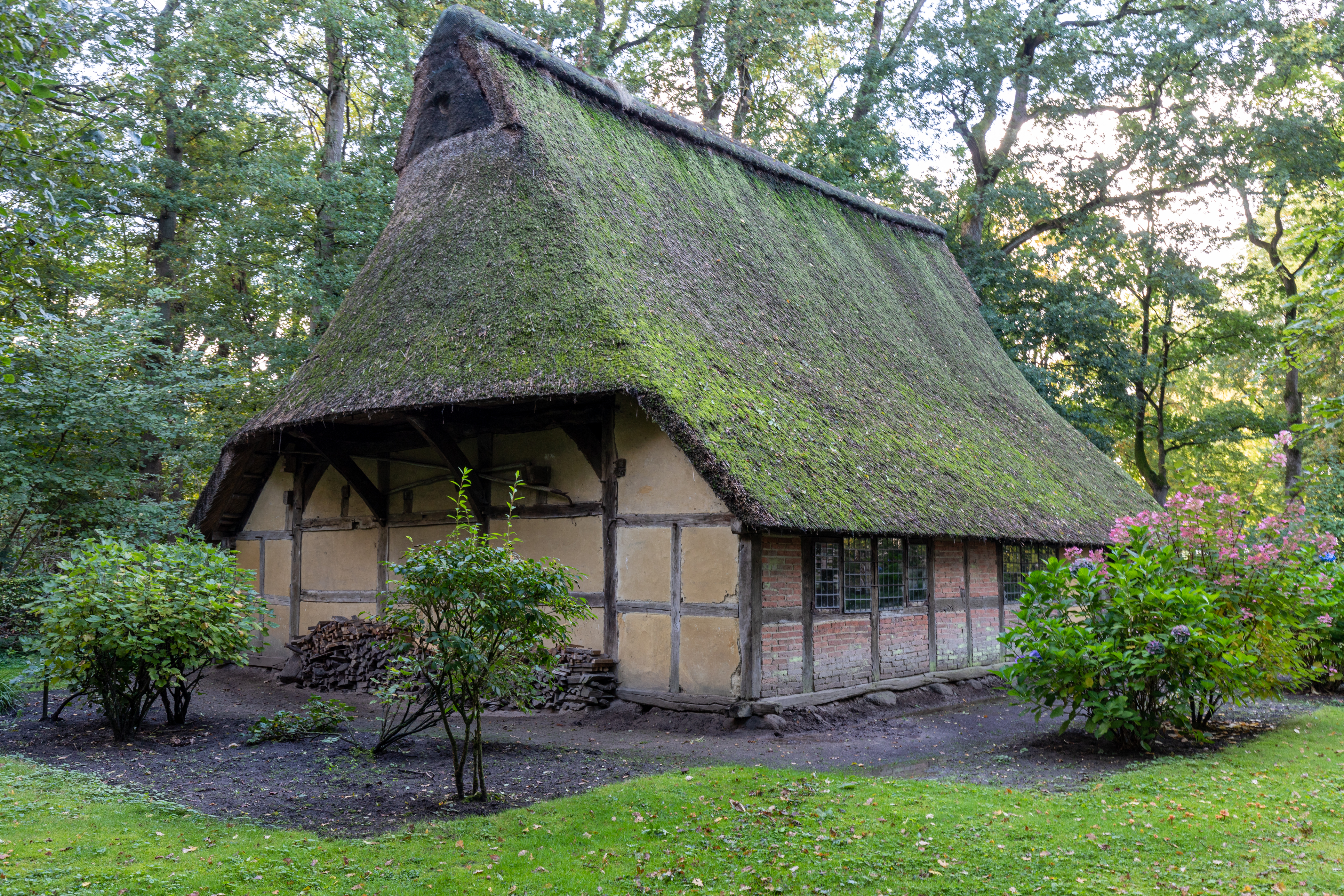
Heuerhaus (Rückseite)
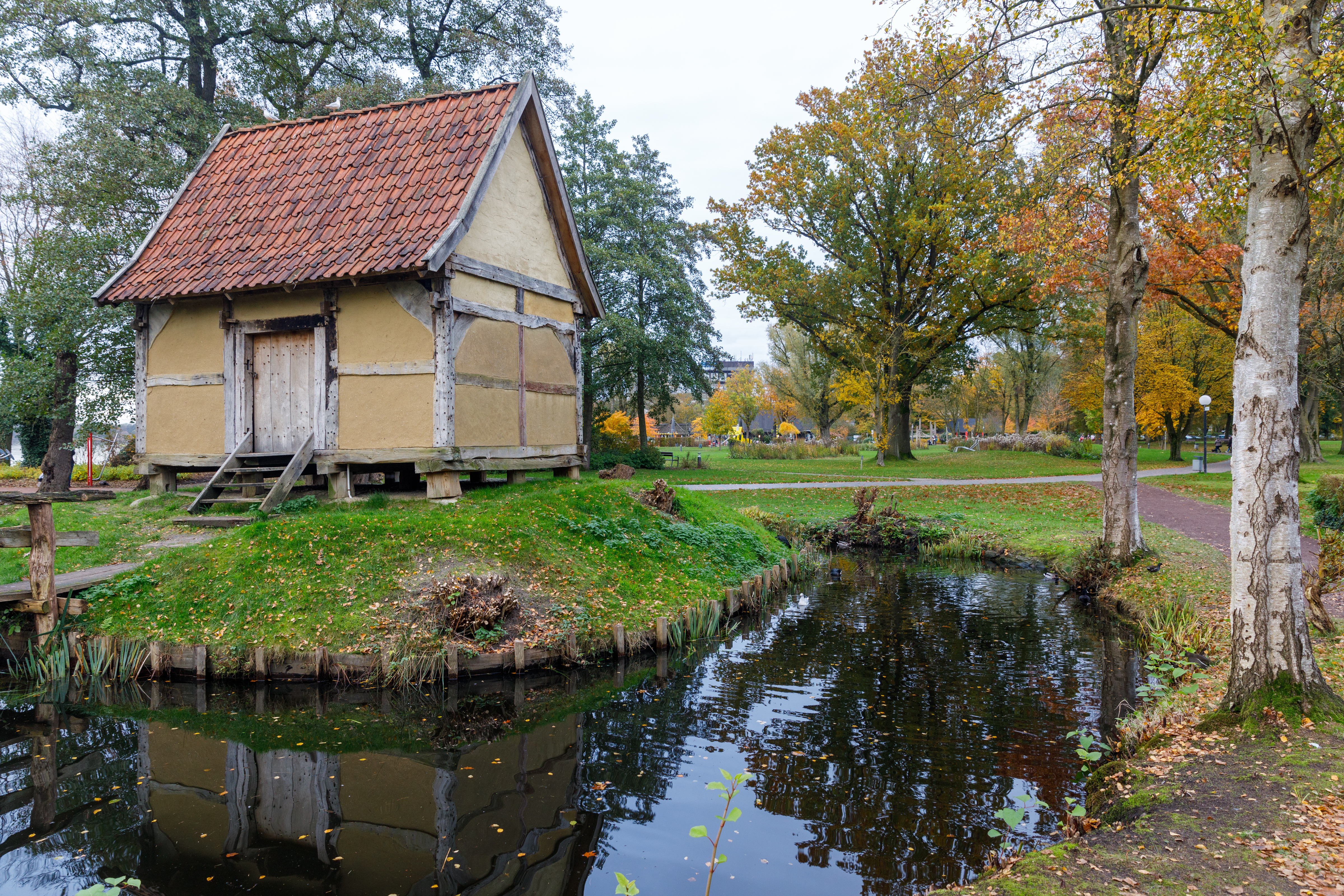
Bargfred
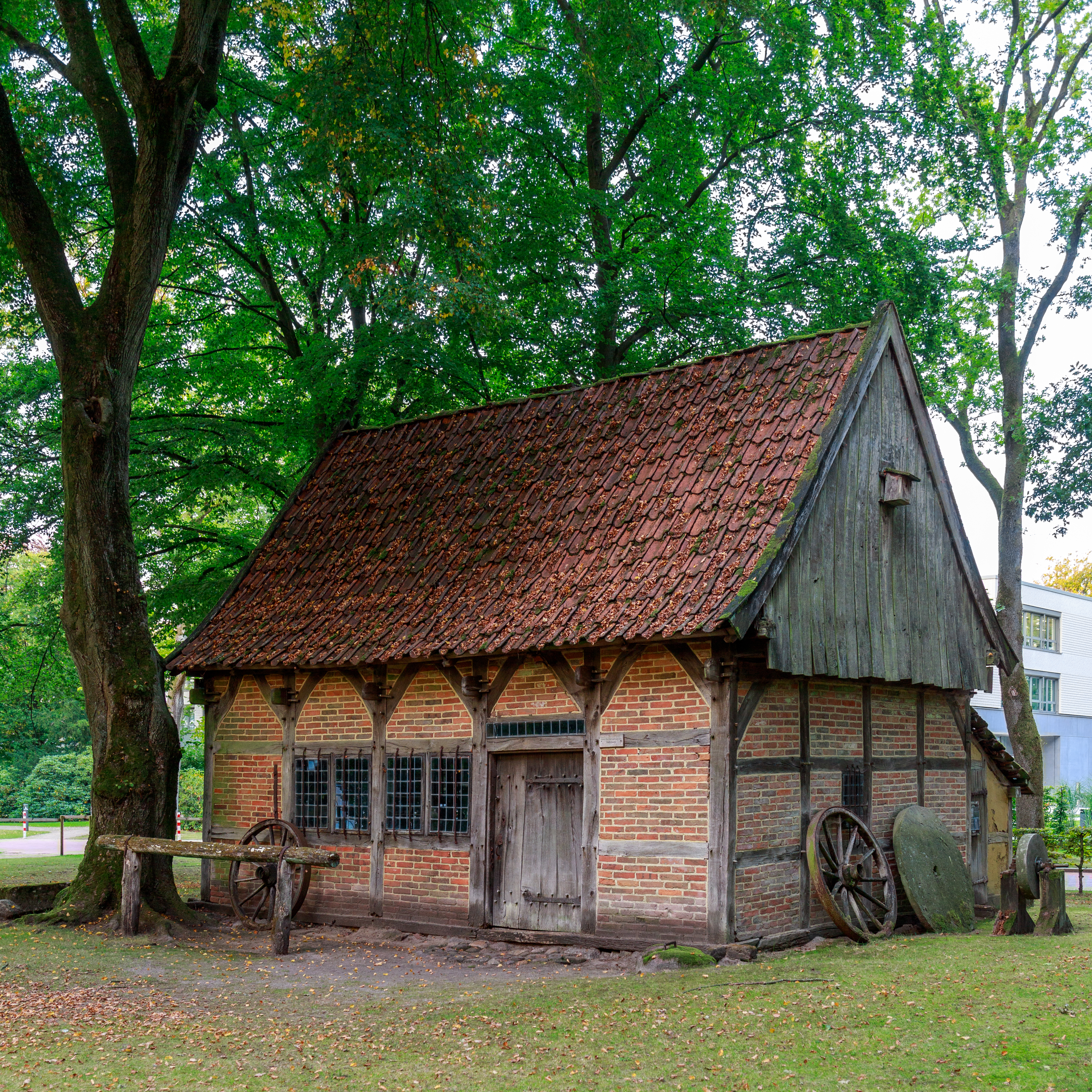
Dorfschmiede
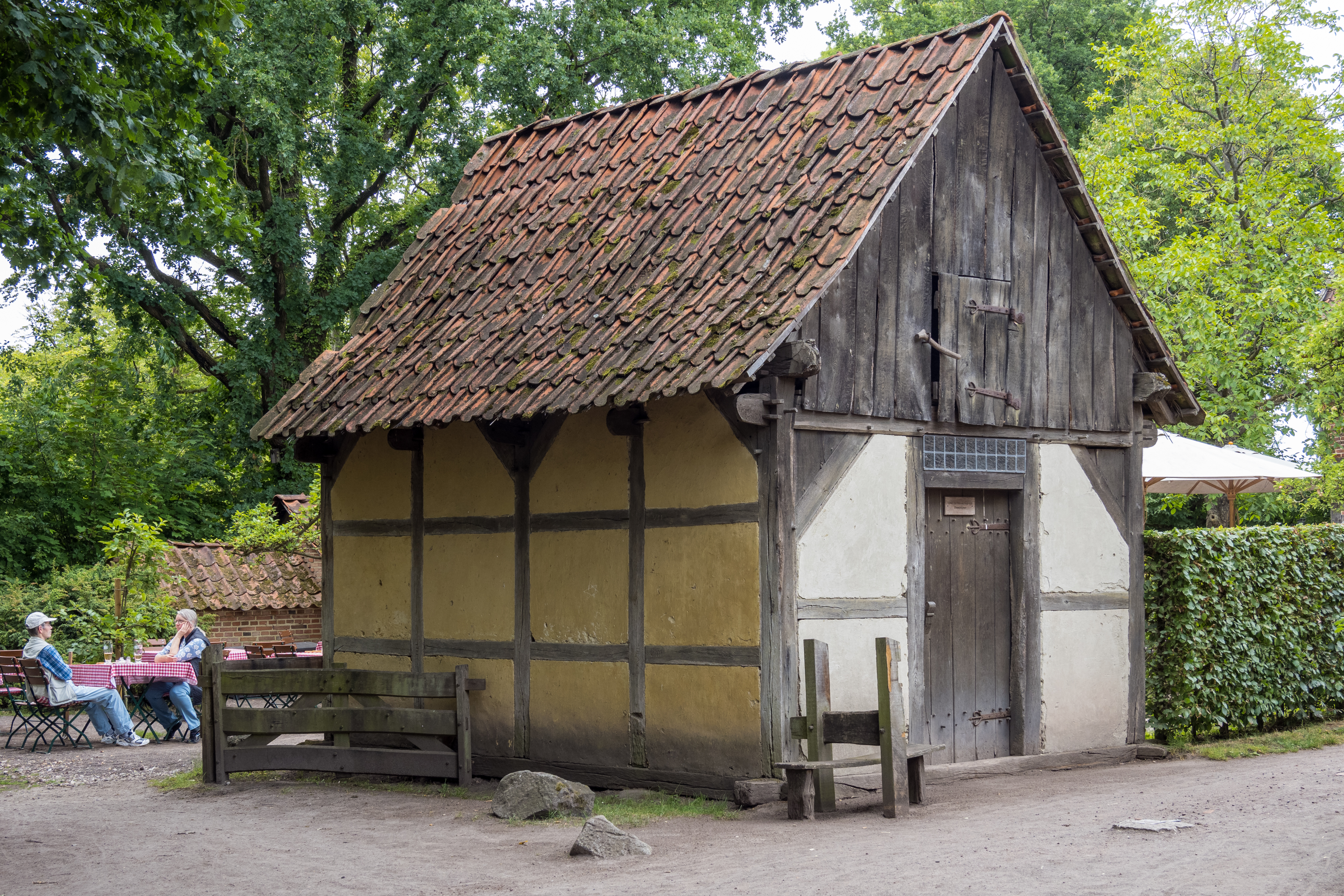
Zimmererkammer
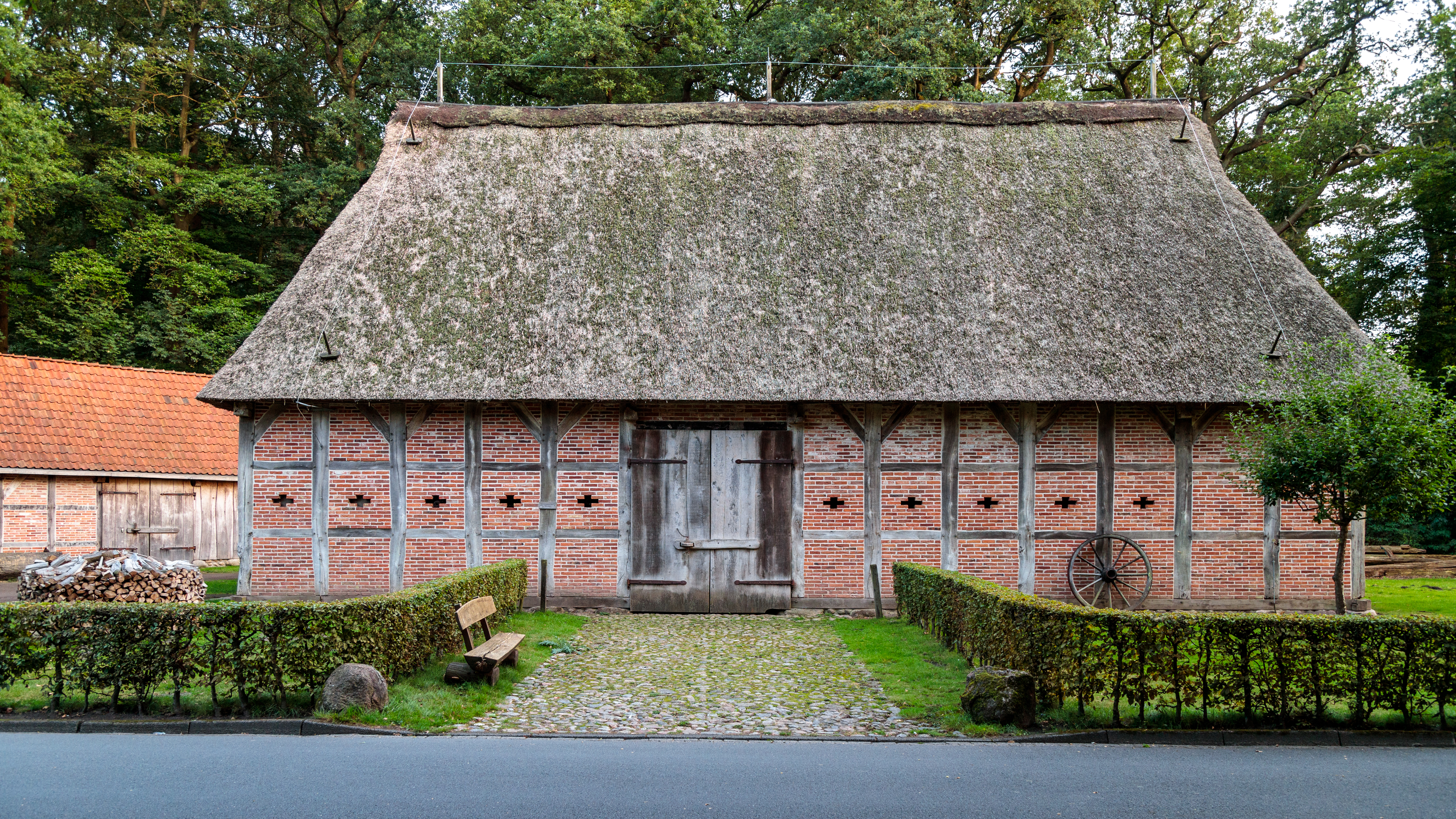
Scheune
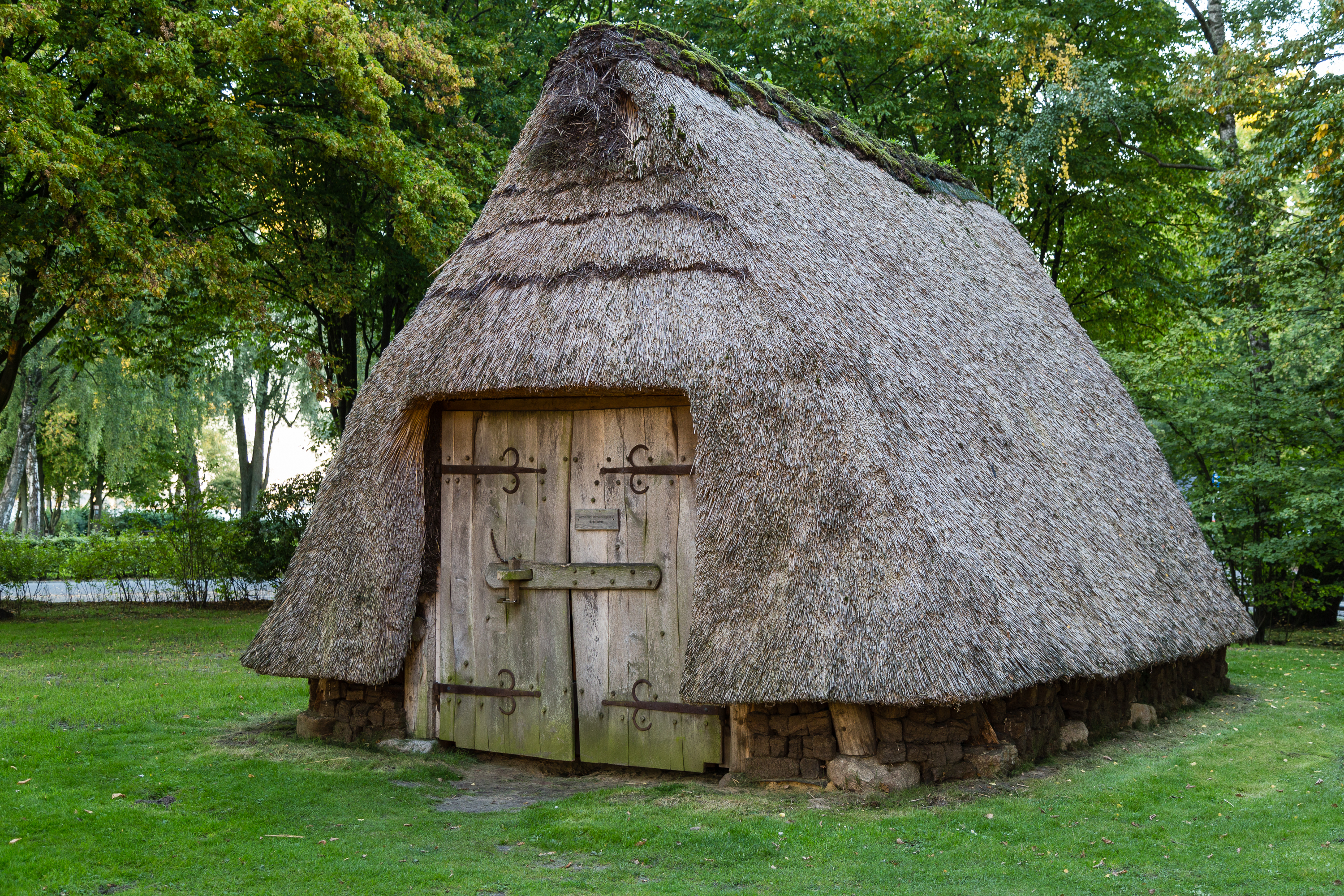
Schafstall
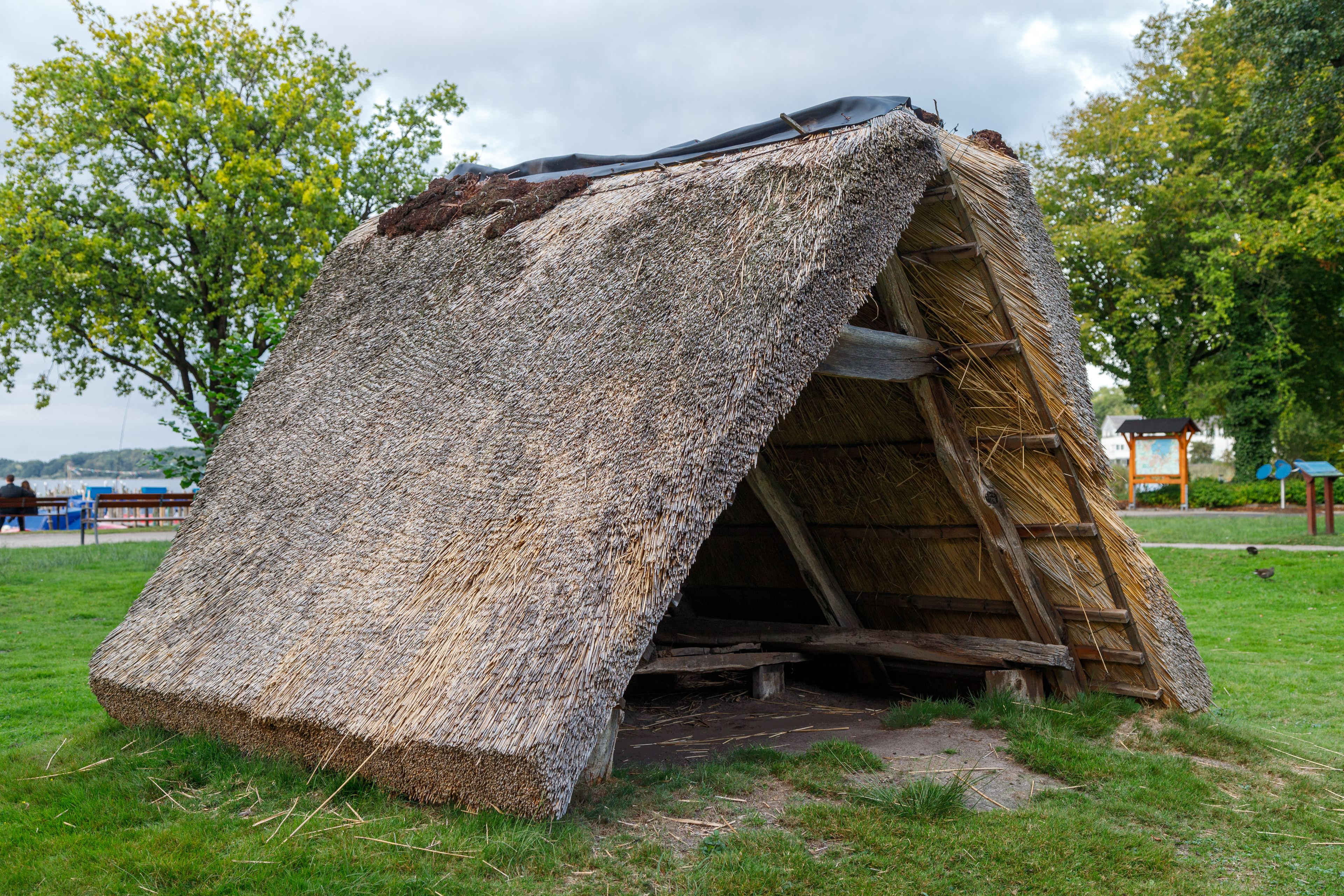
Bleicherhütte